# Pomaton
Kompania Muzyczna Pomaton – polska wytwórnia płytowa powstała w 1990 roku. W 1995 roku oficynę nabył koncern EMI. Spadkobiercą katalogu Pomatonu była wytwórnia Pomaton EMI.
Nazwa oficyny pochodzi od skrótu nazwy szczepu harcerskiego 23 WDH „Pomarańczarnia” im. Krzysztofa Kamila Baczyńskiego przy II Liceum Ogólnokształcącym im. Stefana Batorego w Warszawie, do którego należeli założyciele Pomatonu - Piotr Kabaj, Tomasz Kopeć, Monika Zapendowska, Piotr Kostro.
Nakładem Pomatonu ukazały się nagrania takich wykonawców jak: Adam Drąg, Antonina Krzysztoń, Aya RL, Bez Jacka, Elżbieta Adamiak, Jacek Kaczmarski, Jacek Wójcicki, Jan Kaczmarek, Janusz Iwański, Kult, Maanam, Magda Umer, Marek Jackowski, Przemysław Gintrowski, Raz, Dwa, Trzy, Republika, Robert Janowski, Stare Dobre Małżeństwo, Tadeusz Woźniak, T.Love, Wolna Grupa Bukowina, Zbigniew Łapiński, Zbigniew Preisner oraz Zespół Reprezentacyjny.